# Atasamalo

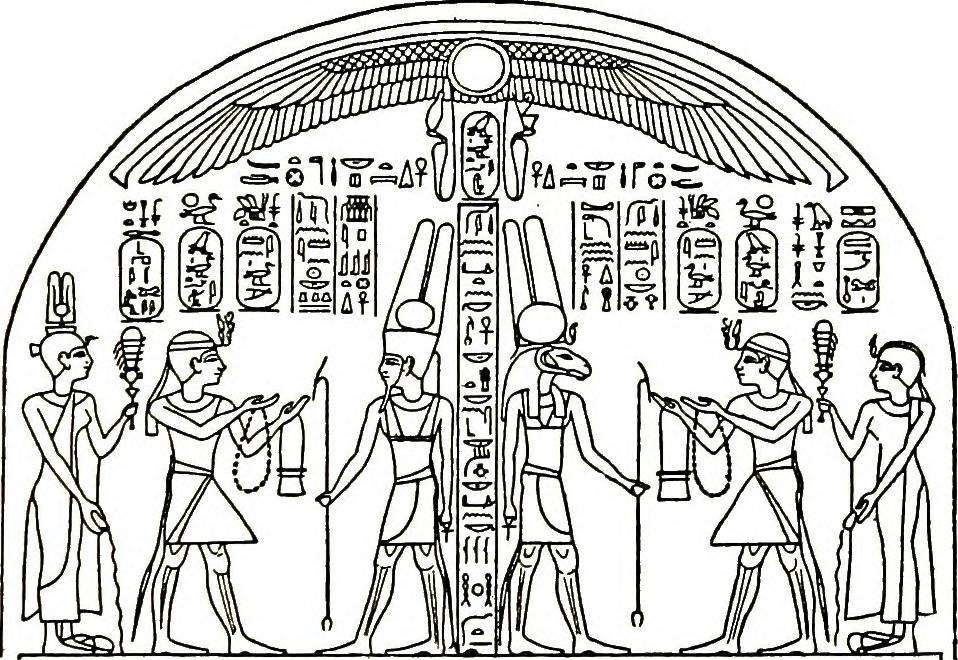
Atasamalo auf der Stele des Harsijotef. Sie erscheint ganz rechts, hinter dem Herrscher

Atasamalo war die Mutter des nubischen Königs Harsijotef (wohl erstes Drittel des 4. vorchristlichen Jahrhunderts).
Sie nennt sich auch ‚Schwester des Königs‘, womit deutlich wird, dass Harsijotef aus einer königlichen Familie stammt. Ihr königlicher Bruder bleibt aber vorerst unbekannt. Sie ist in der  Pyramide Nu 61 in Nuri begraben worden, dort erscheint ihr Name auf einer Opfertafel.